# ترانه‌شناسی برلین
گروه موج نو آمریکایی برلین، ۹ آلبوم استودیویی، ۲ آلبوم زنده، ۶ آلبوم گردآوری‌شده، ۲ آلبوم چندآهنگه، ۱۵ تک‌آهنگ، ۳ تک‌آهنگ تبلیغاتی، ۳ آلبوم ویدئویی و ۱۱ نماهنگ منتشر کرده‌است.

## آلبوم‌ها

### آلبوم‌های استودیویی
| نام                  | جزئیات                                                                             |
| -------------------- | ---------------------------------------------------------------------------------- |
| اطلاعات              | - انتشار: ۱۹۸۰ - ناشر: وینیل - فرمت: پرآهنگ                                        |
| قربانی لذت           | - انتشار: اکتبر ۱۹۸۲ - ناشر: انیگما - فرمت‌ها: سی‌دی، پرآهنگ، کاست                   |
| زندگی عاشقانه        | - انتشار:۱۲ مارس ۱۹۸۴ - ناشر: گفن - فرمت‌ها: سی‌دی، پرآهنگ، کاست                     |
| تا سه بشمار و دعا کن | - انتشار: ۱۳ اکتبر ۱۹۸۶ - ناشر: گفن - فرمت‌ها: سی‌دی، پرآهنگ، کاست                   |
| فضول                 | - انتشار: ۲۰ اوت ۲۰۰۲ - ناشر: Heavensake Inc.، آی‌میوزیک - فرمت: سی‌دی               |
| ۴بازی                | - انتشار: ۲۵ اکتبر ۲۰۰۵ - ناشر: Majestic - فرمت‌ها: سی‌دی، دانلود موسیقی             |
| حیوان                | - انتشار: ۱۷ سپتامبر ۲۰۱۳ - ناشر: سامثینگ-میوزیک - فرمت‌ها: سی‌دی، دانلود موسیقی     |
| ماورایی              | - انتشار: ۲ اوت ۲۰۱۹ - ناشر: Cleopatra - فرمت‌ها: سی‌دی، پرآهنگ، دانلود موسیقی       |
| رشته‌های متصل         | - انتشار: ۲۰۲۰ - ناشر: August Day Recordings - فرمت‌ها: سی‌دی، پرآهنگ، دانلود موسیقی |

### آلبوم‌های زنده
| نام                | جزئیات                                                                        |
| ------------------ | ----------------------------------------------------------------------------- |
| زنده: مقدس و ناسزا | - انتشار: ۱۸ آوریل ۲۰۰۰ - ناشر: تایم بمب - فرمت‌ها: سی‌دی، کاست                 |
| تمام راه در        | - انتشار: ۷ ژوئیه ۲۰۰۹ - ناشر: فوئل ۲۰۰۰ - فرمت‌ها: سی‌دی+دی‌وی‌دی، دانلود موسیقی |

## تک‌آهنگ‌ها
| نام                               | سال  | آلبوم                          |
| --------------------------------- | ---- | ------------------------------ |
| «مسئلهٔ زمانه»                     | ۱۹۷۹ | اطلاعات                        |
| «این مترو»                        | ۱۹۸۱ | قربانی لذت                     |
| «سکس (من یک...)»                  | ۱۹۸۲ | قربانی لذت                     |
| «قربانی لذت»                      | ۱۹۸۲ | قربانی لذت                     |
| «بالماسکه»                        | ۱۹۸۳ | قربانی لذت                     |
| «بدون کلمات»                      | ۱۹۸۴ | زندگی عاشقانه                  |
| «حالا نوبت منه»                   | ۱۹۸۴ | زندگی عاشقانه                  |
| «رقصیدن در برلین»                 | ۱۹۸۴ | زندگی عاشقانه                  |
| «لمس»                             | ۱۹۸۴ | زندگی عاشقانه                  |
| «نفسم را بند آوردی»               | ۱۹۸۶ | تاپ گان و تا سه بشمار و دعا کن |
| «مثل شعله‌های آتش»                 | ۱۹۸۶ | تا سه بشمار و دعا کن           |
| «تو نمی‌دونی»                      | ۱۹۸۶ | تا سه بشمار و دعا کن           |
| «نفسم را بند آوردی» (انتشار مجدد) | ۱۹۹۰ | تک‌آهنگ بدون آلبوم              |
| «این راه است»                     | ۲۰۱۳ | حیوان                          |
| «ماورایی»                         | ۲۰۱۹ | ماورایی                        |